# Pleocnemia seranensis
Pleocnemia seranensis är en ormbunkeart som beskrevs av Holtt. Pleocnemia seranensis ingår i släktet Pleocnemia och familjen Tectariaceae. Inga underarter finns listade.